# Opium

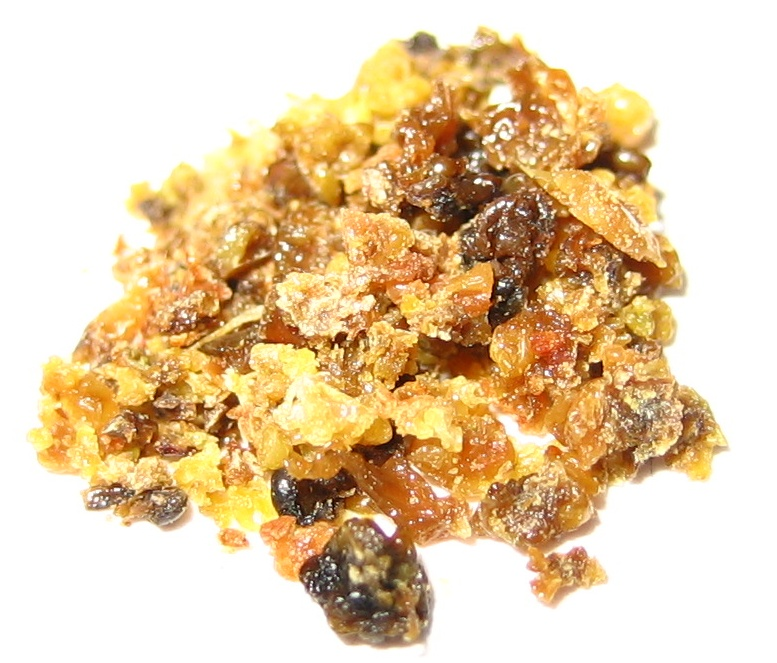
Verse opium

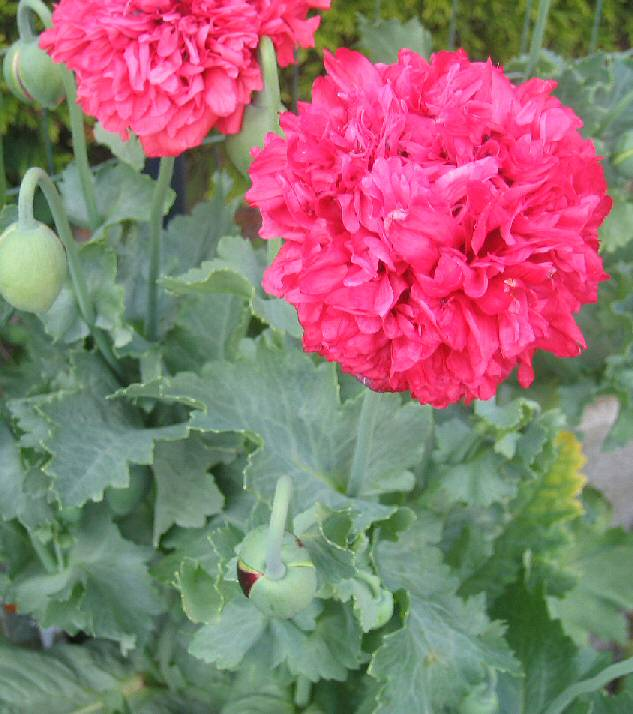
Papaver somniferum

De belangrijkste opiumproducerende regio's. Dit zijn de Gouden Sikkel en de Gouden Driehoek in Azië, en Mexico en Colombia in Amerika.

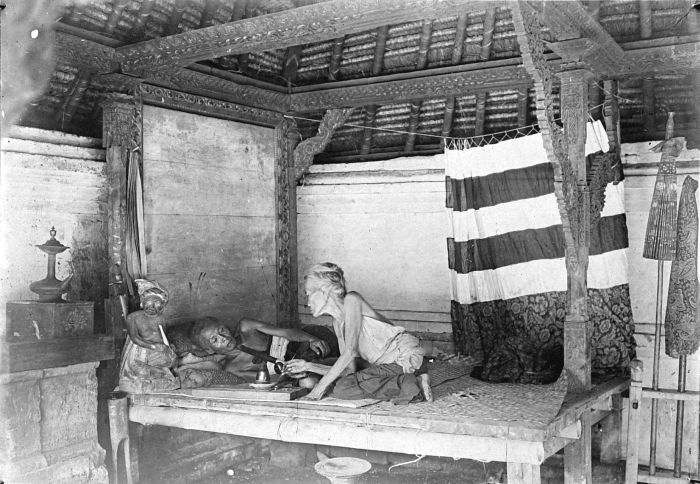
Opiumschuiven, Bali, Wereldmuseum Amsterdam

Opium is het ingedroogde melksap van de opiumpapaver of slaapbol (Papaver somniferum; 'somniferum' betekent 'slaap brengend'), dat een aantal alkaloïden bevat waarvan codeïne, morfine, noscapine en papaverine de belangrijkste zijn. Middelen die uit opium worden geëxtraheerd worden opiaten genoemd, maar niet alle opiaten worden uit opium gewonnen. Beter is het om in dit verband te spreken van morfinomimetica. Laudanum is de tinctuur van opium.

## Opiaten en verwante stoffen
Heroïne is een morfinederivaat dat ontstaat door acetylering van morfine. Er bestaan nog andere opiaten met soortgelijke eigenschappen: pijnstillend, sederend (slaapverwekkend), hoestonderdrukkend en constiperend (darmwerking-vertragend). Al deze stoffen zijn in meer of mindere mate verslavend. Codeïne is dat enigszins, morfine vrij sterk en heroïne zeer sterk. De verwante stof methadon, die gebruikt wordt bij het afkicken van heroïneverslaafden, is een synthetische verbinding met een morfineachtige werking.
Opium werd vroeger ongezuiverd gebruikt door het te eten. Dat was in China tot in de 18e eeuw de gebruikelijke wijze om opium te consumeren. Het roken van opium zou volgens Chinese bronnen in Taiwan zijn ontdekt. De opiumpijp voor het roken van pure opium was in gebruik van 1800 tot 1900. Opium werd in China zelf eeuwenlang met mate gebruikt als medicijn of als genotmiddel, maar Marco Polo maakte geen melding van opium. Toen de VOC en de Britse Oost-Indische Compagnie de Chinezen steeds meer opium gingen verkopen, kreeg de Chinese regering oog voor de ontwrichtende uitwerking van de opiumhandel. Pogingen om de invoer een halt toe te brengen werden in de opiumoorlogen door de westerse landen met veel geweld verijdeld. Pas na de machtsgreep van Mao Zedong kwam er een eind aan de voor China verwoestende massale opiumverslaving.
Verslaving aan opiaten is overal ter wereld nog steeds een belangrijk sociaal en medisch probleem; morfine en heroïne behoren echter daarnaast ook nog steeds tot de meest effectieve pijnstillers. De indicaties voor codeïne zijn vooral het bestrijden van matig ernstige pijn, het tegengaan van kriebelhoest en een lage dosis is werkzaam tegen diarree.

## Opiumwinning
De opium wordt gewonnen door de slaapbol, oftewel de zaaddoos die de plant vormt nadat hij is uitgebloeid, in te kerven. Hierbij komt wit melksap naar buiten druppelen, dat op de zaaddoos bruin opdroogt. Dit gestolde wondsap wordt daarna verzameld. Door zuivering worden hieruit morfine en codeïne gewonnen, en door chemische bewerkingen heroïne.
De slaapbol is niet moeilijk te telen in niet al te koude klimaten. Door gebrek aan een centrale regering met voldoende autoriteit wordt tegenwoordig vooral in Afghanistan, in de Gouden Sikkel, veel opium verbouwd. Tot 1991 was Myanmar, in de Gouden Driehoek, het grootste opiumproducerende land.
In alle opiumproducerende landen tracht de overheid de teelt aan banden te leggen, en illegale telers de mogelijkheid te bieden op alternatieve gewassen over te stappen. In Thailand is op dit terrein de Mae Fah Luang Foundation actief. In Afghanistan tracht het Ministerie van Narcoticabestrijding projecten te ontwikkelen, waarbij saffraan als lucratief alternatief gewas geldt.

## Geschiedenis

### Nederland
De VOC dreef voor een belangrijk deel op de lucratieve handel in opium. Zij liet de distributie na 1745 over aan de Sociëteit tot den Handel in Amfioen.
Al vanaf de beginjaren was de VOC betrokken bij de handel van opium, zowel vanuit Perzië en India. De VOC eigende zich nadat Cornelis Speelman in 1677 grote delen van Midden-Java had veroverd, daar het alleenrecht op de import van opium toe. De opiumhandel bleef daarna, toen de VOC in 1800 van het toneel verdween, voor Nederland een belangrijke bron van inkomsten.
Koning Willem I besliste in 1826 dat de twee jaar eerder opgerichte Nederlandsche Handel-Maatschappij NHM met ingang van 1 januari 1827 voor drie jaar het monopolie op de verkoop van opium voor Java en Madura kreeg. Opium was in die tijd de enig beschikbare pijnstiller. In Amsterdam en Leiden waren twee grote opiumfabrieken. De grondstoffen daarvoor kwamen uit de Engelse kolonien, tegenwoordig Pakistan, India en Bangladesh. De totale nettowinst van de NHM bedroeg tussen 1825 en 1833 ongeveer zes miljoen gulden, waarvan de helft met de opiumhandel werd verdiend. De VOC en de NHM handelde via Chinese pachters, die het aan de consumenten verkochten, maar de overheid wilde de hele handelsketen controleren.
Nederland begon in 1894 daarom een proef, voorlopig uitsluitend op het eiland Madura, met de Dienst der Opiumregie. De overheid breidde met deze dienst het staatsmonopolie op de handel in opium voor het eerst uit tot de detailhandel en ging zelf leren ruwe opium te zuiveren en te koken naar de smaak van de plaatselijke gebruikers. Het gouvernement opende op het landgoed Struiswijk in de wijk Meester Cornelis bij Batavia een fabriek waar het ruwe opium van staatswege werd bereid tot rookopium. De legale opium was ook herkenbaar met een speciaal reagens, dat de wettige opium rood kleurde. Werd gesmokkelde opium gevonden, dan werden de betrokkenen daarvoor zeer hard en wreed gestraft. Verpakt in degelijk gewaarmerkte tubes en kuipjes zou de staatsopium gemakkelijk zijn te onderscheiden van smokkelopium. Ambtenaren met een vast salaris gingen dit wettig opium nu in officiële opiumverkoopplaatsen rechtstreeks aan de gebruikers verkopen. Dit alles heette ook wel het Opium Regiem. 
Gedurende de Japanse bezetting werd door Japan het opiumregime volledig plat gelegd. Er werd nadat Indonesië weer was bevrijd weer gepoogd het opiumregime op te starten.

### Internationaal
Opium werd in 1525 in Europa als medicinaal drankje geïntroduceerd. Het drankje droeg de naam laudanum en was gemaakt van alcohol en opium. Het werd door zowel volwassenen als kinderen gebruikt als slaap- en pijnstillend middel en was erg populair. Opium was gedurende de 19e eeuw zowel in de Verenigde Staten als in Engeland bij drogisten vrij te koop. Het werd vooral gegeten of gedronken. Toen al werd er gerapporteerd over verslaving aan opium. Volgens de Engelse schrijver De Quincey (1785-1859) waren diverse beroemdheden verslaafd.
Een Duitse apotheker ontdekte in 1803 hoe uit opium morfine kon worden gemaakt. Morfine werd net als opium gebruikt als middel tegen chronische pijnen en slapeloosheid, maar het werd ook genomen door mensen die verslaafd waren aan laudanum en daar vanaf wilden komen. Dit werkte niet aangezien morfine nog krachtiger en verslavender is dan opium. Het gebruik van deze middelen, van laudanum, opium en morfine komt ook in de literatuur van de negentiende eeuw komt regelmatig voor, zoals bij de verslaafde Sherlock Holmes.
Een Duitse scheikundige bereidde in 1898 heroïne uit morfine. De werking van heroïne bleek nog veel sterker dan die van morfine. Om die reden werd de drug ook ‘heroïne’ genoemd, wat in het Duits heldhaftig of krachtig betekent. Daar waar men morfine gebruikte om van een laudanumverslaving af te komen, ging men heroïne gebruiken om weer van de morfineverslaving af te komen. Een vicieuze cirkel was het gevolg en men kreeg pas in de gaten hoe verslavend heroïne was toen het te laat was.
In 1911 werd tijdens de Internationale Opiumconferentie in Den Haag een eerste poging gedaan om de handel in drugs te verbieden. De conferentie werd georganiseerd op initiatief van de Verenigde Staten. Door de grote economische belangen die bij de wereldwijde opiumhandel gemoeid waren, was er niet een conferentie, maar waren er drie nodig om in 1912 tot een Opiumverdrag te komen, dat pas na de Eerste Wereldoorlog werd ondertekend.
Het verdrag bevatte zes hoofdstukken die de economische belangen van de deelnemende landen beschermden:
- De in- en uitvoer en de distributie van ruwe opium werd niet verboden maar gereglementeerd.
- De productie van en de handel in bereide opium werd onderdrukt.
- Opiaten als morfine en heroïne en ook cocaïne mochten alleen nog voor medische en wetenschappelijke doeleinden worden gebruikt en de deelnemende landen verbonden zich om regels en wetten op te stellen ten aanzien van de handel en de verkoop van verdovende middelen.

Het Opiumverdrag legde de basis voor de Nederlandse Opiumwet van 1919, de voorloper van de huidige Opiumwet van 1928. In 1914 was in de Verenigde Staten al de Harrison Narcotic Act aangenomen die het bezit van drugs, waaronder heroïne, strafbaar stelde. Daar werd in 1924 ook het medicinale gebruik van deze middelen verboden, dit in tegenstelling tot landen als Nederland en Engeland.
Heroïne valt in de Nederlandse Opiumwet onder de harddrugs: gebruik en handel zijn strafbaar. Vooral de dealer, dus niet de gebruiker, wordt vervolgd. Morfine, opium en heroïne mogen wel gebruikt worden voor medische doeleinden.

## Het woordopium
- Het woord opium is uit het Latijn afkomstig, en dateert in het Nederlands uit de zestiende eeuw (1554). Daarnaast was in vroeger eeuwen de vernederlandste term heulsap gebruikelijk; heul betekent in dit verband "papaver", en is verwant met het Latijnse woord oleum, "olie". Het vreemde woord voor "opium" is overigens ook in het Nederlands binnengekomen via het Portugese afiâo (1596) en had dan de vorm amfioen of, in een oudere spelling, amphioen.[6]
- Het woord "opium" is ook in overdrachtelijke zin gebruikt. Door Karl Marx werd religie in 1843 in een van zijn geschriften beschreven als "opium van het volk" en door Lenin als "opium voor het volk". Marx, in wiens tijd opiumgebruik ook in Europa veel voorkwam, lichtte dit toe: de godsdienst was "de zucht van het in het nauw gedrongen schepsel, het gemoed van een harteloze wereld en de geest van geestloze toestanden"; kortom, hij vervulde eenzelfde rol als opium.

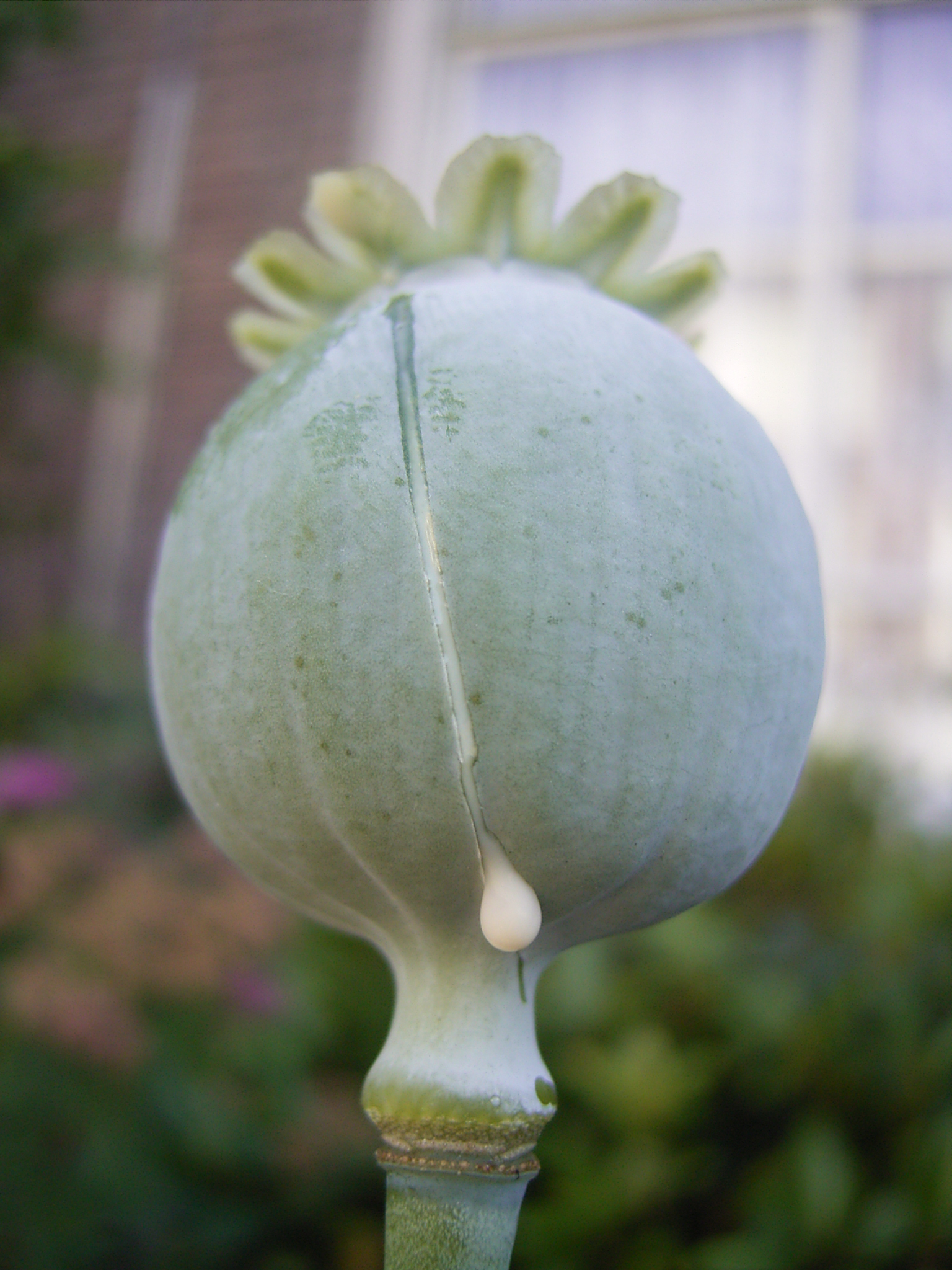
Vers wit melksap
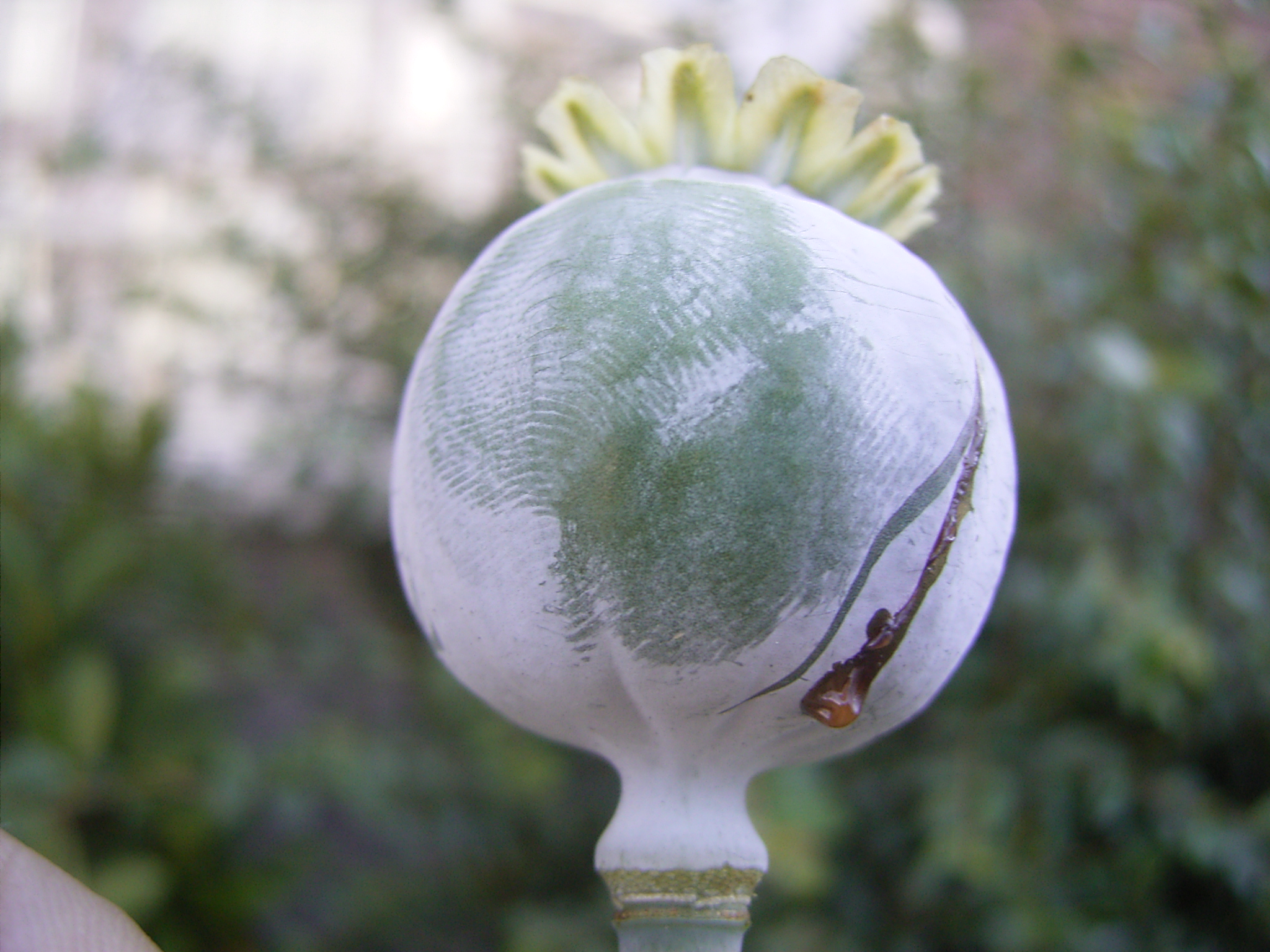
Melksap (bruin verdroogd)
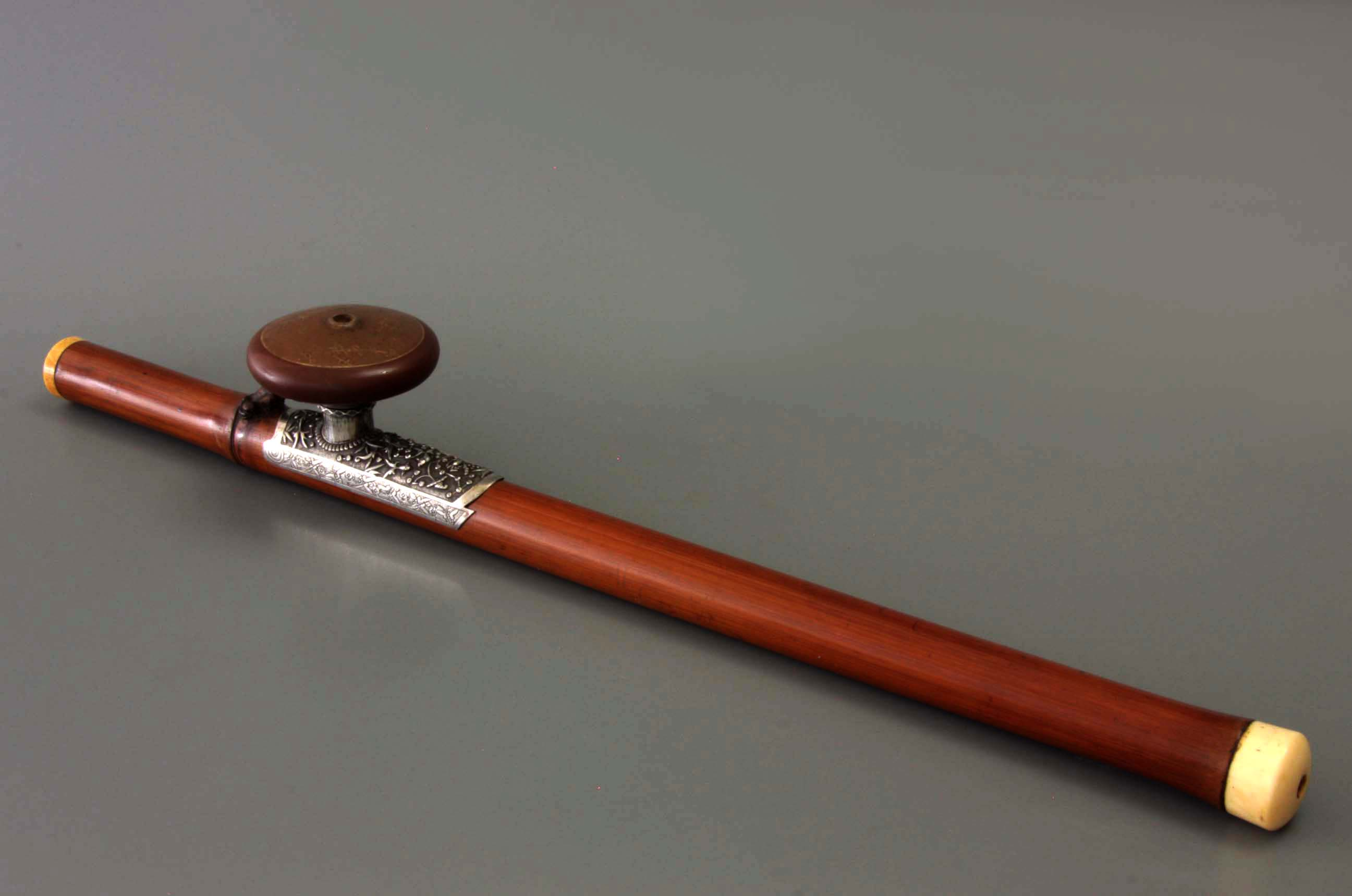
Opiumpijp (bamboe)
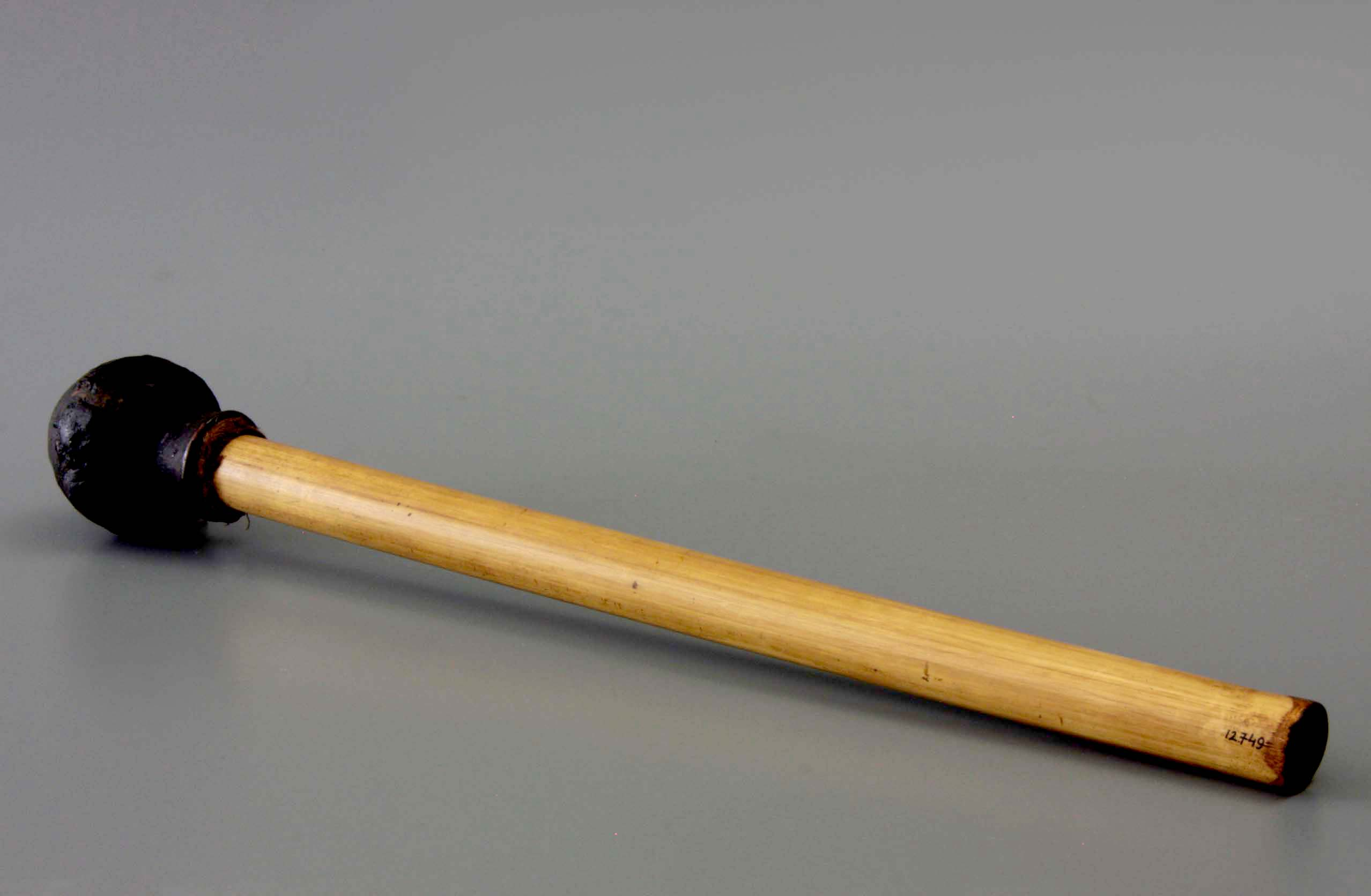
Boerenopiumpijp